# Cubeos
Cubeo, kubeo o pamiwa és un poble indígena que habita en la conca del riu Vaupés, especialment al llarg dels seus afluents Caduyarí i Querarí, així com del Pirabotón i el Cabiyú en l'Alt Vaupés. Són unes set mil persones, la majoria de les quals viuen en el resguard indígena a l'orient del departament de Vaupés, una part en els departaments de Guaviare i Guainía i una altra part a Brasil.

## Economia
L'economia cubeo és igualitària i s'orienta a la subsistència del conjunt. La productivitat d'una comunitat se subordina al parentiu, la satisfacció de les obligacions socials, l'ètica pública i les relacions de parella.
La subsistència depèn principalment de l'agricultura itinerant i de la pesca. En la chagra (hio) conreen diverses espècies, entre les quals destaca la yuca amarga (küi), juntament amb el blat de moro (wea), ñame, chonque (hômüka), ají (bia), coca (pátu), canya de sucre (kawa meni), plàtans (ôrêwe), chontaduro (ürêdü), pinya (ihibo), guama (meneme) i altres fruiteres. L'home s'encarrega de desmuntar un clariana (tava) mitjançant el mètode de tomba i crema, mentre que la dona s'encarrega de la sembra, cura i recol·lecció de les collites, així com del processament de la yuca per extreure i purificar el midó i rostir-ho com "casabe" (truita âurô) o "fariña" (farina granulada hütüra).
Per pescar i transportar-se, construeixen canoes amb troncs d'arbres. La pesca abunda durant l'estiu. Antigament caçaven amb sarbatana i arc i fletxa, encara que avui prefereixen escopetes, amb les quals obtenen tapirs amazònics (vekü), cérvols (ñama), pècaris (wârîwa), pacas (hemevo), Dasyprocta (buü) i diverses aus. Complementen la seva alimentació mitjançant la recol·lecció d’Oenocarpus bataua var. bataua (kôhâ), fruits silvestres i insectes comestibles com formigues (meawâ jojaimeawa(varuhina,urarawa), formigues i larves de vespes i de coleòpters de les palmes ("mojojoy": Rynchophorus spp.). També recol·lecten fibres, per exemple d’Astrocaryum aculeatum (betoñü), per fabricar diverses artesanies com el colador (pediva), balay (jahuova), matafrio (nadañu), canastres (puea), entre d'altres.
Mantenen relacions tradicionals d'intercanvi de productes, mitjançant la barata amb altres ètnies de la regió i crien gallines, ànecs i porcs per vendre i obtenir articles d'origen industrial o produïts en zones allunyades.

## Organització social
L'organització social cubeo es fonamenta en les relacions entre conjunts i segments, de manera que el col·lectiu fomenta l'autonomia de cadascuna de les parts i alhora les seves interrelacions. El col·lectiu genera una zona segura que reforça l'autonomia dels segments i enforteix la seva vinculació. L'èmfasi en el creixement de l'individu es fonamenta en la comunitat i el conjunt.
Existeixen tres "fratrias" exogámicas cubeo; la primera es considera com a pâmiwâ pròpiament dita i és la major. La Yurema (serp), és d'origen kurripako (família arawak) i els seus integrants són bilingües. Es considera que els integrants d'una fratria descendeixen d'un ancestre comú i, per tant, no poden en cap cas casar-se ni tenir relacions sexuals entre ells. El matrimoni ideal és amb algú d'una altra fratria cubeo (endogàmia ètnica). Cada fratria es divideix en diversos "sib" o clans, un dels quals (Bahúküwâ) procedeix dels macú kakwa.
La fratria no té caps, però sí els seus propis relats, simbologia i rituals. En cada comunitat, hi ha un habokü ("capità") que exerceix l'autoritat tradicional en la respectiva comunitat, actualment conformada per cases unifamiliars (kürâmi), encara que anteriorment es construïen casa comunals ("casa ancestral i cultura") amb sostres grans de dos declivis, que ara s'usen per a rituals o assemblees. El "capità" ha de consultar als ancians i majors abans de prendre decisions, mentre que el xaman o "payé" (yavi pôekü) posseeix el coneixement profund del cosmos, els relats, els esperits, els rituals i la medicina tradicional, per la qual cosa exerceix un paper fonamental en la vida comunitària.

## Llengua
L'idioma cubeo, pâmîé o pâmi kâmu, pertany a la família tucano, branca central o mitjana. La seva gramàtica reflecteix una influència arawak, mentre que també es registren prestem mutus amb les llengües makú, especialment el kakwa i nukak. El cubeo és parlat tant pels integrants de les fratrias cubeo com per gent de la foia del Vaupés, on en certes èpoques va servir com a primera llengua.

### Fonologia
Vocals
| Anteriors | Centrals | Posteriors |     |
| --------- | -------- | ---------- | --- |
| Altes     | i ĩ      | ɨ ~        | o ũ |
| Mitjanes  | i ẽ      | o õ        |     |
| Baixes    | a ã      |            |     |

Són sis vocals orals i sis nasals.
Consonants
| labial            | alveolar | palatal | vetllar | glotal |
| ----------------- | -------- | ------- | ------- | ------ |
| oclusives sordes  | t        | č       | k       |        |
| oclusives sonores | b        | d       | ɟ       |        |
| fricatives sordes | v (w)    | ð       | h       |        |
| laterals          |          |         |         |        |

Entre vocals nasals la consonant lateral l es realitza com a palatal nasalitzada ɲ i les oclusives sonores b, d, es realitzen com a nasals m, n, respectivament. Al principi de la paraula la palatal sonora ɟ fluctua amb l'aproximant pre-nasalitzada nj, abans de vocal oral, i abans de vocal nasal es realitza com a palatal nasalitzada ɲ. En altres posicions, abans de vocal nasal ɟ es realitza com aproximant nasalitzada i~. La fricativa labiodental sonora v es realitza com a w abans de ɨ, o, i es nasalitza w~ davant les corresponents vocals nasals; a més, v fluctua lliurement amb la fricativa bilabial β, abans d'a, i, i.
To
Contrasten els tons alt i baix. Aquest últim té una variant mitjana que té lloc abans de consonant. L'accent recau només en síl·labes amb to alt i si dues síl·labes de la mateixa paraula el prentan recau sobre la primera. El to alt en la síl·laba accentuada produeix l'allargament de la vocal que precedeix a una consonant oclusiva.